# Zbraslavice (stacja kolejowa)
Zbraslavice – stacja kolejowa w Zbraslavicach, w kraju środkowoczeskim, w Czechach. Jest to ważna stacja węzłowa o znaczeniu krajowym. Znajduje się na wysokości 465 m n.p.m.
Stacja jest wyposażona w poczekalnię, kasy biletowe, na których można zakupić bilety na pociągi krajowe i międzynarodowe oraz zarezerwować miejsce w pociągu.

## Linie kolejowe
- 235 Kutná Hora - Zruč nad Sázavou